# Saison 18 de Doctor Who, première série
Chronologie
Saison 17 Saison 19
Cet article présente les épisodes de la dix-huitième saison de la première série de la série télévisée Doctor Who.

## Distribution
- Tom Baker : Le Docteur
- Lalla Ward : Romana II (jusqu'à Warriors' Gate)
- John Leeson : K-9 Mark II (jusqu'à Warriors' Gate)
- Matthew Waterhouse : Adric (à partir de Full Circle)
- Sarah Sutton : Nyssa (à partir de The Keeper of Traken)
- Janet Fielding : Tegan Jovanka (à partir de Logopolis)
- Anthony Ainley  : Le Maître (dans The Keeper of Traken et Logopolis)
- Peter Davison : Le Docteur (à partir de Logopolis)

## Liste des épisodes
| N°  | Part. | Titre original                    | Scénario                       | Réalisation              | Première diffusion au Royaume-Uni                                  | Code | Audience (en millions) |
| --- | ----- | --------------------------------- | ------------------------------ | ------------------------ | ------------------------------------------------------------------ | ---- | ---------------------- |
| 109 | 1     | The Leisure Hive (4 épisodes)     | David Fisher                   | Lovett Bickford          | 30 août 1980 6 septembre 1980 13 septembre 1980 20 septembre 1980  | 5N   | 5,9 5 4,5              |
| 110 | 2     | Meglos (4 épisodes)               | John Flanagan Andrew McCulloch | Terence Dudley           | 27 septembre 1980 4 octobre 1980 11 octobre 1980 18 octobre 1980   | 5Q   | 5 4,2 4,7              |
| 111 | 3     | Full Circle (4 épisodes)          | Andrew Smith                   | Peter Grimwade           | 25 octobre 1980 1er novembre 1980 8 novembre 1980 15 novembre 1980 | 5R   | 5,9 3,7 5,9 5,4        |
| 112 | 4     | State of Decay (4 épisodes)       | Terrance Dicks                 | Peter Moffatt            | 22 novembre 1980 29 novembre 1980 6 décembre 1980 13 décembre 1980 | 5P   | 5,8 5,3 4,4 5,4        |
| 113 | 5     | Warriors' Gate (4 épisodes)       | Stephen Gallagher              | Paul Joyce Graeme Harper | 3 janvier 1981 10 janvier 1981 17 janvier 1981 24 janvier 1981     | 5S   | 7,1 6,7 8,3 7,8        |
| 114 | 6     | The Keeper of Traken (4 épisodes) | Johnny Byrne                   | John Black               | 31 janvier 1981 7 février 1981 14 février 1981 21 février 1981     | 5T   | 7,6 6,1 5,2 6,1        |
| 115 | 7     | Logopolis (4 épisodes)            | Christopher H. Bidmead         | Peter Grimwade           | 28 février 1981 7 mars 1981 14 mars 1981 21 mars 1981              | 5V   | 7,7 5,8 6,1            |